# Launchy
Launchy是Linux及Windows平台下的一个自由开源程序，主要用途是快捷启动其它程序。
安装后，它会自动检索开始菜单中的各个快捷方式，用户通过输入软件名称即可启动程序，无须使用鼠标点击开始菜单。对于Mac OS/Linux用户，DOS时代过来的Windows用户来说，Launchy会让他们感受到键盘的便利。
此軟體自從2010年來就沒有任何更新，目前開源的LaunchyQt基於Lanuchy原始碼持續更新開發。

## 链接
- 主页 （页面存档备份，存于）
- LaunchyQT （页面存档备份，存于）